# Iannis Xenakis

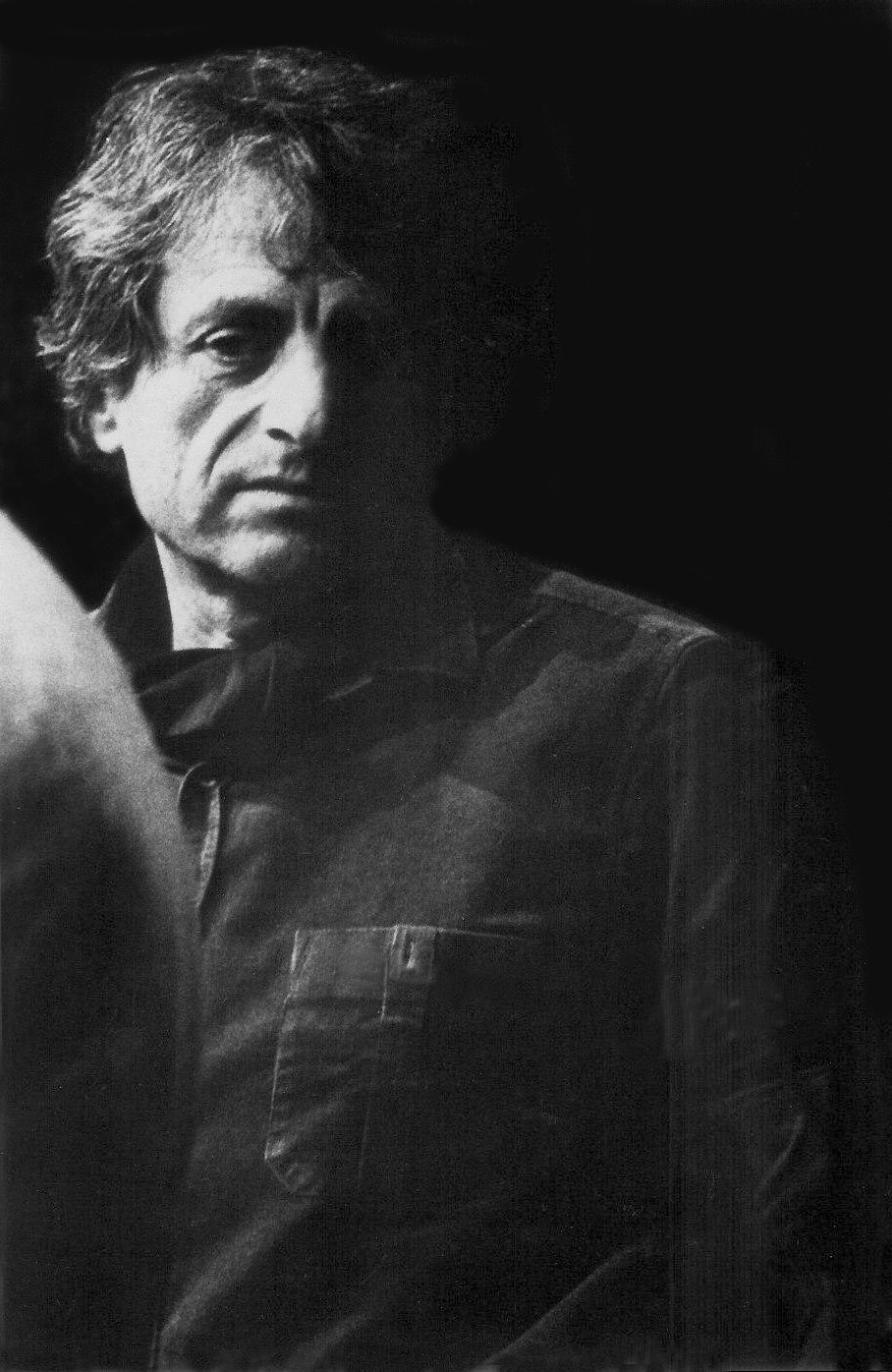
Iannis Xenakis 1975

Iannis Xenakis (griechisch Ιάννης Ξενάκης, * 29. Mai 1922 in Brăila, Rumänien; † 4. Februar 2001 in Paris) war Komponist und Architekt griechischer Herkunft.
Xenakis’ Musik ist stark von seinem Interesse an mathematischen und akustischen Gesetzmäßigkeiten geprägt. Aus zufälligen (stochastischen) Phänomenen wie Regen, einer Menschenmasse oder einem Bienenschwarm entwickelte er ab 1954 einen eigenen Musikstil: die stochastische Musik. Darüber hinaus versuchte Xenakis, Verfahren und Erkenntnisse der Spieltheorie, Mengenlehre und der Zahlentheorie in seinen Kompositionen umzusetzen. 1997 erhielt er den Kyoto-Preis, 1999 den Polar Music Prize, der als inoffizieller Nobelpreis für Musik angesehen wird.

## Leben
Iannis Xenakis wurde in einer in Rumänien lebenden griechischen Familie geboren. 1932 wanderten seine Eltern mit ihm nach Griechenland aus. Er studierte von 1940 bis 1946 Ingenieurwissenschaften in Athen. Er engagierte sich im Widerstandskampf gegen die NS-Besatzung und im anschließenden Bürgerkrieg, erlitt eine schwere Gesichtsverwundung, von der er eine tiefe Narbe in der linken Gesichtshälfte davontrug, und geriet in Gefangenschaft, wurde zum Tode verurteilt, flüchtete und ging 1947 als politischer Flüchtling nach Paris. Da Xenakis durch die Kriegsverletzung das linke Auge verloren hatte, trug er ein Glasauge. Bis zu diesem Zeitpunkt hatte er sich der Musik nur autodidaktisch gewidmet. Danach nahm er musikalischen und kompositorischen Unterricht bei Arthur Honegger, Darius Milhaud und Olivier Messiaen. Gefördert hatte ihn Ende der fünfziger Jahre auch der Dirigent Hermann Scherchen, der 1955 den ersten Essay von Xenakis über die Krise der seriellen Musik in seinen Gravesaner Blättern abgedruckt und mehrere der Stücke von Xenakis zur Uraufführung gebracht hat.

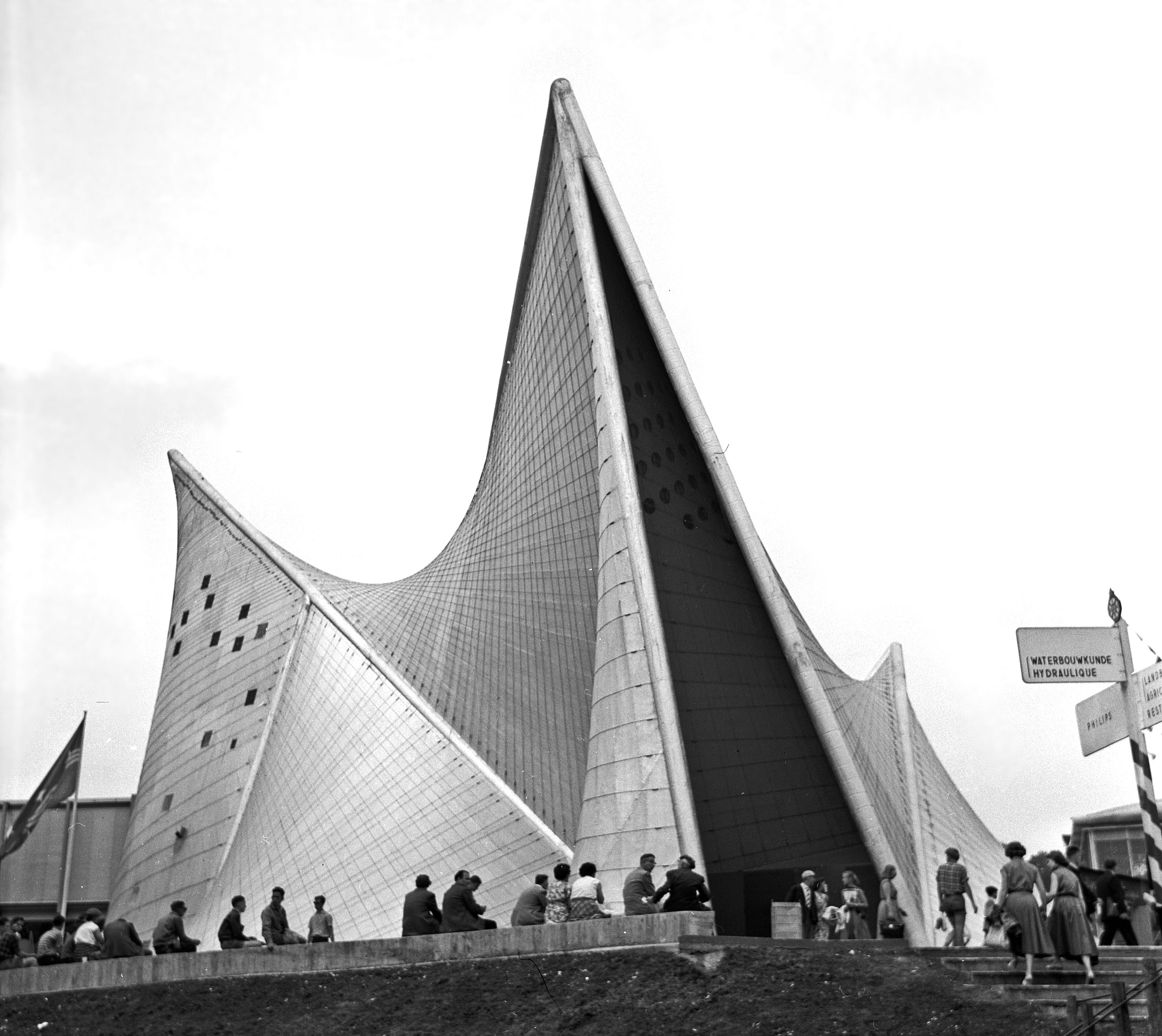
Der Philips-Pavilion zur Zeit der Weltausstellung 1958

Kurz nach seiner Übersiedlung nach Paris kam es zur Begegnung mit dem Architekten Le Corbusier, bei dem Xenakis zwölf Jahre als Assistent arbeitete. Er entwarf zahlreiche Bauten oder betreute deren Umsetzung, darunter die Unité d’Habitation in Nantes und Marseille, mehrere Gebäude des Kapitol-Komplexes in Chandigarh, das Kloster Sainte-Marie de la Tourette, und das Stadion in Bagdad. Den Philips-Pavillon der Brüsseler Weltausstellung 1958 entwarf er in Zusammenarbeit mit Le Corbusier nach hyperbolischen Kurven, mithilfe derer er zuvor schon seine erste Komposition Metastasis für einundsechzig Instrumente geschrieben hatte. „Auch wenn die realisierte architektonische Arbeit in Xenakis Schaffen nur einen kleinen Teil einnimmt, ist sie keine Marginalie (wie Le Corbusier ihm in dem Streit um die Autorenschaft des Philips Pavilion vorwirft), sondern ein wichtiger und integraler Bestandteil seiner gesamten künstlerischen Produktion.“ Insgesamt war Xenakis bis 1959 bei 12 realisierten Bauten von Le Corbusier maßgeblich beteiligt und ab 1961 als freischaffender Architekt tätig.
Die Uraufführung von Metastasis bei den Donaueschinger Musiktagen 1955 unter der Leitung von Hans Rosbaud brachte Xenakis den Durchbruch an die Spitze der internationalen Szene der Neuen Musik. 1975 wirkte er in Paris als Juror bei den Weltmusiktagen der Internationalen Gesellschaft für Neue Musik (ISCM World Music Days). An den ISCM World Music Days wurden auch folgende seiner Werke gespielt: 1971 in London Atrées, 1972 in Graz Nuits für Chor a cappella und 1977 in Bonn Polyagogie.
1965 erhielt er, auch dank der Unterstützung durch Georges Pompidou, die französische Staatsbürgerschaft. 1966 folgte die Gründung des EMAMu (Equipe de mathématique et d’Automatique Musicales), ab 1972 unterrichtete Xenakis zusätzlich an der Universität Paris. Von 1966 bis 1977 baute Xenakis für sich ein Ferienhaus auf der Insel Amorgos, das organische Gebäude stellt eine besondere Interpretation der Kykladischen Architektur dar.
In den folgenden drei Jahrzehnten entstanden neben zahlreichen Kompositionen auch viele Essays und Analysen eigener und fremder Werke. Xenakis war eng dem Schiras-Kunstfestival verbunden. 1968 war er mit Nuits, einem Chorwerk, vertreten. Das Stück war allen politischen Gefangenen gewidmet. 1969 wurde die Schlagzeugkomposition Persephasa aufgeführt, eine Auftragsarbeit des französischen ORTF. Persephasa bezieht sich auf Erzählungen über die griechische Göttin Persephone, die interkulturelle Bezüge haben. Die dritte Auftragsarbeit für das Festival war Polytope de Persépolis, eine Multimedia-Aufführung, die am 26. August 1971 in den Ruinen von Persepolis ihre Uraufführung erlebte. 1983 wurde Xenakis als Nachfolger von Georges Auric in die Académie des Beaux-Arts gewählt. Ebenfalls 1983 wurde er zum Ehrenmitglied der International Society for Contemporary Music ISCM (Internationale Gesellschaft für Neue Musik) ernannt. Seit 1975 war er Ehrenmitglied der American Academy of Arts and Letters.
Iannis Xenakis starb im Februar 2001 in Paris, nachdem er jahrelang an Alzheimer gelitten und seine letzten Werke nur noch dank der umfassenden Hilfe von Assistenten hatte schaffen können.

## Kompositionsverfahren
Gemeinsamer Nenner fast aller Kompositionen Xenakis ist die Einbeziehung von Ideen und Methoden, die bis dahin weniger oder nicht mit dem Kompositionsprozess in Zusammenhang gebracht wurden; so wendet er zum Beispiel mathematische, geometrische, architektonische oder philosophische Prinzipien beim Komponieren an. Diesem Ansatz entspringt auch seine Auseinandersetzung mit den Möglichkeiten digitaler Rechner. In dem von ihm 1966 begründeten Pariser Studio CEMAMu (Centre d’Etudes de Mathématique et Automatique Musicales) werden mit dem UPIC-Programm (Unité Polyagogique Informatique du CEMAMu) graphische Kurven und Zeichnungen in Klang und Klangabläufe übersetzt.
Ohne dass die Kenntnis des jeweiligen Formalisierungsaspekts für den Hörer und das Hören der Musik von Xenakis eine Voraussetzung ist, sagt die Reihe der verwendeten naturwissenschaftlichen Gesetze und Theoreme doch etwas über den Horizont dieses kompositorischen Innovators: Wahrscheinlichkeitsrechnungen, Zufallsverteilungen, darunter die Maxwell-Boltzmann-Verteilung, die Gaußsche Verteilung und Markow-Ketten, mathematische Spieltheorie und Mengentheorie, die Boolesche Algebra und die Chaostheorie.

## Rezeptionsgeschichte
Aufgrund seiner Kritik an der frühen Serialität von Karel Goeyvaerts, Karlheinz Stockhausen und Pierre Boulez wurde die Musik von Xenakis nach seinem Durchbruch in Deutschland in den sechziger Jahren – ähnlich wie die von Luigi Nono und von John Cage – nur sehr gelegentlich aufgeführt. Bei den Darmstädter Ferienkursen hat er nie als Kompositionsdozent mitgewirkt und nur einmal in den späten achtziger Jahren eine Einladung als Ehrengast akzeptiert. Der in Frankreich und in weiteren romanischen Ländern neben Olivier Messiaen und Pierre Boulez berühmteste lebende Komponist überhaupt erhielt in Deutschland erst seit 1974 wieder vermehrte Beachtung und Darstellung seiner Werke. So zum Beispiel durch das große Xenakis-Festival der Stadt Bonn und des Westdeutschen Rundfunks Köln, das an drei Tagen mit zahlreichen Konzerten, einem Vortrag von Xenakis, einer Ausstellung von Musik- und Architekturplänen, Filmen über ihn und elektronischer Musik im U-Bahnhof, sowie einem Diatope-Projekt in einem Zelt vor dem Hauptbahnhof, die Musik von Xenakis nachhaltig ins öffentliche Bewusstsein brachten. 1977 erhielt Xenakis den Beethovenpreis der Stadt Bonn.
Seitdem haben sich Xenakis und sein umfangreiches Werk in Deutschland etabliert. Zu den bekanntesten Kompositionen gehören seine Klavierstücke Herma, Evryali und Mists, seine Schlagzeugstücke Persephassa, Psappha und Rebonds, seine Ensemblestücke Eonta und Échanges und seine Orchesterstücke Metastasis, Pithoprakta und das mit achtundachtzig im Publikumsraum verteilten Musikern gespielte Terretektorh. Sein letztes Auftragswerk mit dem Arbeitstitel Prometheus für die Eröffnung des Olympiade-Kulturprogramms in Athen konnte er nicht mehr realisieren. Der mit ihm beauftragte Regisseur Robert Wilson bediente sich für dieses Projekt aus dem Gesamtwerk der fünfundvierzig außerordentlich produktiven Jahre des Komponisten.
Das Gesamtkunstwerk Poème elèctronique (für den Philips-Pavillon im Rahmen der Expo Brüssel 1958) von Xenakis, Le Corbusier und Edgar Varèse hat sich nachhaltig auf die Entwicklung der Klangkunst ausgewirkt.
Der grafische Open-Source-Sequenzer IanniX basiert auf der Arbeit Xenakis.

## Werke

### Kompositionen
| - Six Chansons, für Klavier, 1951 - Dhipli Zyia, für Violine und Violoncello, 1952 - Zyia, I. Version für Sopran, Männerchor (10 Stimmen), Flöte und Klavier, 1952 - Zyia, II. Version für Sopran, Flöte und Klavier, 1952 - Le Sacrifice (Anastenaria), für Orchester (54 Instr.), 1952/1953 - Procession aux eaux claires, für gemischten Chor (30 Stimmen), Männerchor (15–20 Baritone) und Orchester (62 Instr.), 1953 - Métastasis, für Orchester (61 Instr.), 1953–1954 - Pithoprakta, für Orchester (61 Instr.), 1955–1956 - Achorripsis, für 21 Instr. 1956–1957 - Diamorphoses, für Zweikanal-Tonband, 1957 - Concret PH, für Zweikanal-Tonband, 1958 - Analogique A, für 9 Streicher, 1958 - Analogique B, für Vierkanal-Tonband, 1959 - Syrmos, für 18 oder 36 Streicher, 1959 - Duel, Spiel für 56 Musiker, aufgeteilt in zwei Orchester mit zwei Dirigenten, 1959 - Orient-Occident, für Zweikanal-Tonband, 1960 - Atrées, für 11 Musiker, 1960 - Herma, für Klavier, 1961 - ST/4, für Streichquartett, 1956–1962 - Bohor, für Achtkanal-Tonband, 1962 - Polla ta Dhina, für Kinderchor (20 Stimmen) und Orchester (48 Instr.), 1962 - ST/48, für 48 Musiker, 1962 - ST/10, für 10 Musiker, 1962 - Morsima-Amorsima für Klavier, Violine, Violoncello und Kontrabass, 1962 - Stratégie, Spiel für 82 Musiker, aufgeteilt in zwei Orchester mit zwei Dirigenten, 1962 - Eonta, für Klavier und fünf Blechbläser, 1963 - Hiketides Les Suppliantes d'Eschyle, Instrumentalsuite für 4 Blechbläser und 24 Streicher, 1964 - Akrata, für 16 Bläser, 1964–1965 - Oresteia, Suite für Kinderchor, gemischten Chor (18 Frauen-, 18 Männerstimmen) und 12 Instrumente, 1965–1966 - Terretektorh, für 88 Musiker im Publikum verteilt, 1965–1966 - Nomos Alpha, für Violoncello, 1966 - Polytope de Montréal, Licht- und Klangspektakel mit Musik für identische Orchester (4x15 Instrumente), 1967 - Medea, szenische Musik für Männerchor und 5 Instrumente, 1967 - Nuits, für 12 gemischte Stimmen, 1967 - Nomos Gamma, für 98 Musiker im Publikum verteilt, 1967–1968 - Kraanerg, Ballettmusik für Orchester und Vierkanaltonband, 1968–1969 - Persephassa, für sechs Schlagzeuger, 1969 - Anaktoria, für Oktett, 1969 - Synaphai, für Klavier und 86 Musiker, 1969 - Hibiki Hana Ma, für Zwölf-, Acht- oder Vierkanaltonband, 1969–1970 - Aroura, für 12 Streicher, 1971 - Persepolis, für Achtkanal-Tonband, 1971 - Mikka, für Violine, 1971 - Charisma, für Klarinette und Violoncello, 1971 - Antikhthon, Ballettmusik für 86 oder 60 Musiker, 1971 - Polytope de Cluny, für Achtkanal-Tonband, 1972 - Eridanos, für 68 Musiker, 1972 - Linaia-Agon, Musikalisches Spiel für Horn, Tenorposaune und Tuba, 1972 - Evryali, für Klavier, 1973 - Cendrées, für Chor (4 × 18 Stimmen) und Orchester, 1973 - Noomena, für 103 Musiker, 1974 - Gmeeoorh, für Orgel, 1974 - Erikhthon, für Klavier und 88 Musiker, 1974 - Phlegra, für 11 Musiker, 1975 - Empreintes, für 85 Musiker, 1975 - Psappha, für Schlagzeug solo, 1975 - N'Shima, für zwei Mezzosoprane (oder Altstimmen) und fünf Instrumente, 1975 - Theraps, für Kontrabass, 1975–1976 - Epei, für sechs Musiker, 1976 - Khoai, für Cembalo, 1976 - Mikka S, für Violine, 1976 - Retours-Windungen, für 12 Violoncelli, 1976 - Dmaathen, für Oboe und Schlagzeug, 1976 - Jonchaies, für 109 Musiker, 1977 - Kottos, für Violoncello, 1977 - À Colone, für Männer- oder Frauenchor (20 Stimmen) und 18 Musiker, 1977 - À Hélène, für Männer- oder Frauenchor, 1977 - La Légende d'Eer (Diatope), für Achtkanal-Tonband, 1977 - Akanthos, für Sopran (oder Mezzosopran) und acht Musiker, 1977 - Pleiades, für sechs Schlagzeuger, 1978 - Mycènes Alpha, für Zweikanal-Tonband, 1978 - Ikhoor, für Streichtrio, 1978 - Dikhthas, für Violine und Klavier, 1979 - Palimpsest, für 11 Musiker, 1979 - Anemoessa, für gemischten Chor (42–82 Stimmen) und Orchester (90 Instr.), 1979 | - Ais, für Bariton, Solo-Schlagzeug und Orchester (96 Instr.), 1980 - Nekuia, für gemischten Chor (54–80 Stimmen) und Orchester (98 Instr.), 1981 - Komboi, für Cembalo und Schlagzeug, 1981 - Mists, für Klavier, 1981 - Embellie, für Viola, 1981 - Serment-Orkos, für gemischten Chor (32 Stimmen), 1981 - Pour la Paix, I. Version für gemischten Chor a cappella (32 Stimmen), 1981 - Pour la Paix, II. Version für gemischten Chor, vier Sprecher und Stereotonband, 1981 - Pour la Paix, III. Version für vier Sprecher und Stereotonband, 1981 - Pour la Paix, IV. Version für Stereotonband, 1981 - Pour les baleines, für großes Streichorchester, 1982 - Pour Maurice, für Bariton und Klavier, 1982 - Khal Perr, für Blechbläserquintett und zwei Schlagzeuger, 1983 - Shaar, für großes Streichorchester, 1983 - Lichens, für 96 Musiker, 1983 - Tetras, für Streichquartett, 1983 - Chant des Soleils, für gemischten Chor, Kinderchor, 18 Blechbläser und Schlagzeug, 1983 - Naama, für Cembalo, 1984 - Thallein, für 14 Musiker, 1984 - Nyuyo (Soleil couchant) für vier Musiker (Shakuhachi, Sangen, 2 Kotos), 1985 - Alax, für 30 Musiker, aufgeteilt in drei Ensembles, 1985 - Idmen A, für gemischten Chor (64 Stimmen) und 4 Schlagzeuger, 1985 - Idmen B, für sechs Schlagzeuger und Chor ad libitum, 1985 - Jalons, für 15 Musiker, 1986 - Horos, für 89 Musiker, 1986 - Akea, für Klavier und Streichquartett, 1986 - Keqrops, für Klavier und 92 Musiker, 1986 - Keren, für Posaune, 1986 - À l'île de Gorée, für verstärktes Cembalo und 12 Musiker, 1986 - Tracées, für 94 Musiker, 1987 - Xas, für Saxofonquartett, 1987 - Ata, für 89 Musiker, 1987 - À r. (Hommage à Ravel), für Klavier, 1987 - Kassandra, für Bariton (mit Psalterium) und Solo-Schlagzeuger, 1987 - Taurhiphanie, Zweikanal-Tonband, Musik realisiert mit UPIC (CEMAMu Paris), 1987–1988 - Waarg, für 13 Musiker, 1988 - Rebonds A et B, für Schlagzeug solo, 1987–1989 - Échange, für Bassklarinette und 13 Musiker, 1989 - Epicycles, für Violoncello und 12 Musiker, 1989 - Oophaa, für Cembalo und Schlagzeug, 1989 - Voyage absolu des Unari vers Andromède für Zweikanal-Tonband, Musik realisiert mit UPIC (CEMAMu Paris), 1989 - Okho, für drei Djembé-Spieler, 1989 - Knephas, für gemischten Chor (32 Stimmen), 1990 - Tetora, für Streichquartett, 1990 - Tuorakemsu, für 90 Musiker, 1990 - Kyania, für 90 Musiker, 1990 - Troorkh, für Posaune und 89 Musiker, 1991 - Gendy 3, für Zweikanal-Tonband, realisiert mit GENDYN-Programm (CEMAMu Paris), 1991 - Krinoidi, für 71 Musiker, 1991 - Roai, für 90 Musiker, 1991 - Dox-Orkh, für Violine und 89 Musiker, 1991 - Paille in the Wind, für Violoncello und Klavier, 1992 - Pu wijnuej we fyp, für Kinderchor, 1992 - La Déesse Athéna, Szene aus Oresteia für Bariton solo und 11 Instrumente, 1992 - Mosaiques, für Orchester aus 91 Musikern, 1993 - Bakxai Evrvpidov (Les Bacchantes d'Euripide), für Bariton solo, Frauenchor und 9 Instrumentalisten, 1993 - Plektó (Flechte) für sechs Instrumentalisten, 1993 - Dämmerschein, für 89 Musiker, 1993–1994 - Koiranoi, für 88 Musiker, 1994 - S. 709, für Zweikanal-Tonband realisiert mit GENDYN-Programm (CEMAMu Paris), 1994 - Mnamas Xapin Witoldowi Lutoslawskiemu, für zwei Hörner und zwei Trompeten, 1994 - Ergma, für Streichquartett, 1994 - Sea Nymphs, für gemischten Chor (24 Stimmen), 1994 - Voile, für 20 Streicher, 1995 - Ioolkos, für 89 Musiker, 1995 - Kai, für 9 Instrumentalisten, 1995 - Kuilenn, für 9 Blasinstrumente, 1995 - Zythos, für Posaune und sechs Schlagzeuger, 1996 - Hunem-Iduhey, für Violine und Violoncello, 1996 - Roscobeck, für Violoncello und Kontrabass, 1996 - Ittidra, für Streichsextett, 1996 - Sea-Change, für 88 Musiker, 1997 - O-Mega, für Solo-Schlagzeug und 13 Instrumente, 1997 |

### Werkliste Architektur (im Atelier Le Corbusier)
- 1946–1952: L‘ Unité d’Habitation de Marseille, Frankreich
- 1950–1955: L‘ Unité d‘habitation de Nantes-le Rezé, Frankreich Gestaltung der Fassade des Kindergartens auf dem Dach (mit Bernard Lafaille)
- 1951: Entwurf Le concours d‘urbanisme du Quartier de Rotterdam à Strasbourg, Frankreich
- 1950–1955: Hohes Gericht auf dem Kapitol-Komplex in Chandigarh, Indien
- 1951–1958: Sekretariat auf dem Kapitol, Chandigarh, Indien
- 1951–1955: Ministerialpalast auf dem Kapitol, Chandigarh, Indien
- 1951–1956: Parlamentsgebäude, Chandigarh, Indien
- 1951–1962: Entwurf Botschaft, Chandigarh, Indien
- 1954–1956: Le Couvent Sainte-Marie de la Tourette, Eveux-sur-l´Arbresle, Frankreich (mit André Wogenscky)
- 1955–1980: Olympiastadion, Bagdad (Baghdad Gymnasium), Irak
- 1955–1958: L‘ Unité d‘habitation de Briey-en-Forêt, Frankreich
- 1955–1961: Städtebaukonzept Urbanisme de Meaux, Frankreich
- 1956–1965: Haus der Kulturen (Maison de la Culture de Firminy), Frankreich (mit Acevedo Tobito)
- 1956–1958: Philips-Pavillon, Expo 58, Brüssel, Belgien
- 1957–1959: Entwurf Stadion, Chandigarh, Indien

### Werkliste Architektur (als freischaffender Architekt)
- 1961:  Entwurf Konzertsaal für Experimentelle Musik SCHR100 für Hermann Scherchen, Gravesano, Schweiz
- 1964:  Entwurf La ville cosmique
- 1966:  Ferienhaus für Francois-Bernard Mâche[12] auf Amorgos, Griechenland
- 1968–1973(?): Entwurf Stadt der Künste, Shiraz, Iran
- 1970–1972: Entwurf Centre Le Corbusier, La-Chaux-de Fonds, Schweiz
- 1974–1976: Schafställe für René Schneider und Erweiterung eines bestehenden Gebäudes, Korsika, Frankreich
- 1984 Entwurf Cité de la Musique, Paris, Frankreich (mit Jean-Louis Véret)
- 1984–1991: Entwurf Wohnhaus Roger Reynolds, Borrego Springs, Kalifornien, USA
- 1991–1992: Umbau Wohnhaus Mâkhi Xenakis, Paris, Frankreich
- 1996–1997: Wohnhaus Xenakis[13] auf Korsika, Frankreich